# Atarfe
Atarfe est une ville d’Espagne, dans la province de Grenade, communauté autonome d’Andalousie.

## Géographie

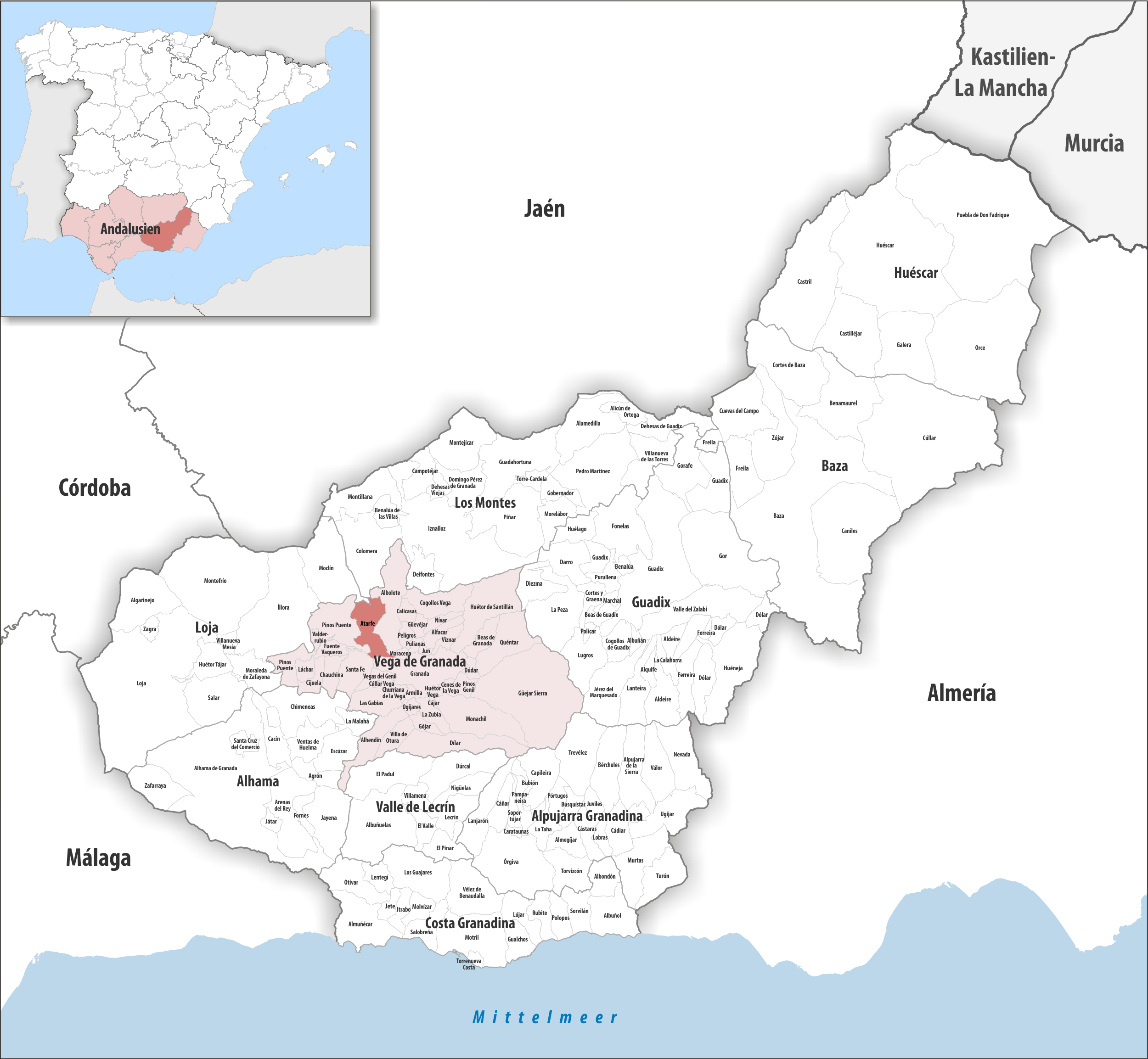
Atarfe dans la comarque Plaine de Grenade, province de Grenade / en Andalousie

### Localisation
La commune d'Atarfe se trouve dans le sud  de l'Espagne, dans la partie ouest de la province de Grenade et en limite nord-ouest de la comarque Plaine de Grenade (en espagnol Vega de Granada).
Grenade est à 10 km sud-est ;
Motril, le port le plus proche, à 71 km sud-sud-est ;
Madrid à 412 km nord ;
Gibraltar à 251 km sud-ouest (distances par route).

### Hydrographie
Le Cubillas,  affluent du Genil et sous-affluent du Guadalquivir, arrive sur la commune au nord-est. Un barrage a été construit sur son cours à environ 500 m en aval de son arrivée sur la commune et forme le petit réservoir du Cubillas, d'un peu moins de 2 km de long et dont la plus grosse partie est sur Albolote. Au sortir du réservoir, le Cubillas reçoit un petit affluent : le Colomera (es), qui vient du nord et d'Albolote (Albolote est une grande commune). Le Cubillas traverse ensuite le nord de la commune, se dirigeant vers l'ouest et vers Pinos Puente.
Le seguia Gordo (Acequia Gordo del Genil) borde la commune côté Maracena ; il y coule en parallèle très proche du barranco Gordo de los Membrillos et ces deux cours d'eau ne restent côte à côte que le temps de border Atarfe.
. Au début du XXe siècle le canal Gordo a le nom de Gorda, il reçoit ses eaux du Genil par un aqueduc situé sur Cenes de la Vega, et il fournit une partie de l'eau potable de la ville de Grenade, la force motrice pour des fabriques de la ville et des environs, et l'eau nécessaire pour 2 200 ha de cultures sur Grenade, Atarfe et Maracena,.

### Généralités
Transports
Le sud de la commune est traversé dans le sens nord-ouest / sud-est par la ligne de chemin de fer à grande vitesse Antequera - Grenade. La commune a une station de chemin de fer, en bordure sud-ouest de la ville : la station Atarfe - Santa Fe.
Cette voie de train est bordée côté nord-est par la route nationale N-432 (es) (Badajoz, Cordoba, Jaén et Grenade). La N-432 est croisée dans la pointe sud de la commune par l'autoroute A-44.

## Histoire
Le grand site de Medina Elvira, aussi appelé Madinat Ilbira, est à cheval sur la commune de Pinos Puente et sur celle d'Atarfe.
En 2005, le gouvernement d'Andalousie a approuvé un vaste projet de recherches sur le site.